# Гимназия № 56 (Санкт-Петербург)
Государственное бюджетное общеобразовательное учреждение «Академическая гимназия № 56 имени М. Б. Пильдес» Санкт-Петербурга — крупнейший в Северо-Западном регионе общеобразовательный комплекс, двукратный победитель Всероссийского конкурса «Лучшие школы России» под эгидой Министерства образования РФ.

## Общие сведения
Гимназия № 56 — крупнейшее государственное бюджетное образовательное учреждение полного общего образования Северо-Западного региона. Гимназия расположена на Петроградской стороне.
Обучение ведётся на русском языке.
Созданный в 2002 году на базе Гимназии № 56 образовательный комплекс в настоящее время включает в себя дошкольные отделения, начальную школу на Пудожской, начальную школу на Крестовском острове, среднюю школу на Каменноостровском, старшую школу на Чкаловском.

Талисманом гимназии является бобёр.

### Адрес

#### Основное здание
- 197136 Санкт-Петербург, Чкаловский пр., 35

#### Дополнительные здания
- Санкт-Петербург, Каменноостровский пр., 42-б
- Санкт-Петербург, Пудожская ул., 4-б
- Санкт-Петербург, пр. Динамо, 14
- Санкт-Петербург, Ольгина ул., 2
- Санкт-Петербург, Константиновский пр., 14—16

### Комплекс зданий
- дошкольное отделение
- две начальные школы
- средняя и старшая школы
- центр дополнительного образования
- психолого-педагогический медико-социальный центр (ППМС-центр)
- медиатека

### Преподавательский состав
Директор Академической гимназии № 56 Санкт-Петербурга — заслуженный учитель Российской Федерации Данилов Сергей Владиленович.
Председателем совета гимназии до 2022 года являлась народный учитель Российской Федерации, кавалер ордена Почёта Майя Борисовна Пильдес.
В школе преподают 12 заслуженных учителей Российской Федерации.
Имеют звание заслуженный работник культуры Российской Федерации — 1.
Награждены знаком «Почётный работник общего образования РФ» — 57.
Награждены знаком «Отличник народного просвещения» — 14.
Награждены знаком «Отличник профтехобразования» — 1.
Награждены знаком «За гуманизацию санкт-петербургской школы» — 24.
Кандидатов наук — 9, докторов наук — 1.

## История
- 1937 — Основана неполная средняя (восьмилетняя) школа № 56 Петроградского района Ленинграда.
- 1990 — Школа преобразована в среднюю общеобразовательную школу № 56 Петроградского района Ленинграда.
- 1992 — Школе присвоен статус «авторская школа-гимназия».
- 1994 — Школе присвоен статус «гимназия». Открыт первый в России школьный психолого-педагогический медико-социальный центр (ППМС-центр) как структурное подразделение Гимназии № 56.
- 1997 — Открыто новое здание на Чкаловском пр., 35 (5—11 классы); в здании на Пудожской ул. осталась начальная школа гимназии № 56. Открыто структурное подразделение Центр дополнительного образования гимназии № 56
- 2002 — К гимназии присоединены здания бывших школ № 46 (Каменноостровский пр., 42-б) и № 626 (пр. Динамо, 14) Петроградского района, в которых размещены подразделения средней школы (5-7 классы) и начальной школы; здание на Чкаловском пр. становится подразделением старшей школы (8-11 классы).
- 2004 — К гимназии присоединено здание детского сада (ул. Ольгина, 2), на базе которого создано дошкольное отделение гимназии № 56
- К 15-летию «новейшей истории» гимназии № 56 был создан музей под названием «Из частных коллекций» (открыт 9 февраля 2005 года).
- 2005 — На базе гимназии начал действовать ресурсный центр городского уровня, обеспечивающий проведение конференций, лекций, семинаров и краткосрочных профессиональных учеб для педагогов Санкт-Петербурга и других регионов РФ.
- 2014 — Гимназия перешла в непосредственное подчинение Комитета по образованию Санкт-Петербурга и получила название «Академическая гимназия № 56»
- 2015 — 9 февраля состоялся праздник, посвященный 25-летию «Новейшей истории Гимназии № 56»

## Успехи
- Победитель первого всероссийского конкурса «Лучшие школы России — 2004» в номинации «Школа школ»
- Победитель всероссийского конкурса «Лучшие школы России — 2007»
- Победитель конкурса общеобразовательных учреждений, внедряющих инновационные образовательные программы ПНП «Образование» в 2006, 2007, 2008 и 2009 гг. (первые места в рейтинге школ региона)
- Победитель Всероссийского конкурса инновационных идей, концепций, программ и технологий в 2004, 2005 и 2006 гг.
- Победитель Первого всероссийского конкурса «Организация учебно-воспитательного процесса, научно-исследовательской, методической и экспериментальной работы в образовательных учреждениях» (2007)
- Лауреат внеконкурсной программы Первого всероссийского конкурса «Инноватика в образовании» (2007 г.)
- Победитель Второго всероссийского конкурса «Инноватика в образовании» (2008)
- Лауреат всероссийского конкурса «Школа года» в 1991, 1993, 1995, 1996, 1997, 1998, 2000 гг.
- Победитель Санкт-Петербургского конкурса педагогических достижений в 1993, 1995, 1998 гг.
- Гимназия дважды, в 2004 и 2007 годах, побеждала в конкурсе «Лучшие школы России» под эгидой Министерства просвещения РФ[2]
- В 2010 году коллективу эстрадной песни «Фортуна» (руководители Первушина Светлана Викторовна и Боженко Альфия Рауфовна) и танцевальному коллективу «Танцующий Мир» (руководитель Купрова Венера Насыбулловна) было присвоено почётное звание «Образцовый детский коллектив».
- 2011. Победа в конкурсе инновационных продуктов «Петербургская школа 2020». Гимназии вручена Благодарность Президента РФ за заслуги в области образования
- 2013. Победа в конкурсе лучших школ Приоритетного национального проекта «Образование». Гимназия вошла в список «Первые среди первых» (ТОП—25). Первые 500 лучших общеобразовательных организаций России, обеспечивающий высокий уровень подготовки выпускников)
- 2014. Лауреат конкурса «Новаторство в образовании — 2014». Номинация: «Самый успешный проект — 2014» в области разработки и реализации технологий подготовки к итоговой аттестации в формате ЕГЭ. Проект: «Русский язык 10-11 классы: Рабочая тетрадь для подготовки к ЕГЭ в двух частях» и метапредметный полипроект «Чтение с увлечением»
- 2015. «ТОП-500». ГБОУ «Академическая гимназия № 56» Санкт-Петербурга вошла в «ТОП—500» лучших школ Российской Федерации. (Министерство образования и науки РФ)
- 2015. «ТОП-200». ГБОУ «Академическая гимназия № 56» Санкт-Петербурга вошла в «ТОП—200» лучших школ Российской федерации (Рейтинговое агентство «Эксперт РА»)
- 2015. Победитель Всероссийского конкурса «100 лучших предприятий и организаций России—2015» в номинации «Лучшая гимназия»
- 2016. «ТОП-500». ГБОУ «Академическая гимназия № 56» Санкт-Петербурга вошла в «ТОП—500» Лучших школ Российской Федерации. (Министерство образования и науки РФ);
- 2016. «ТОП-200». ГБОУ «Академическая гимназия № 56» Санкт-Петербурга вошла в «ТОП—200» общеобразовательных организаций, обеспечивающих высокие возможности развития способностей учащихся. Технология подготовки к ЕГЭ (ОГЭ) по английскому языку (учебное пособие);
- 2016. Лауреат Всероссийского конкурса «Образовательная организация XXI века. Лига лидеров-2016» награждается ГБОУ «Академическая гимназия № 56» Санкт-Петербурга в номинации «Лучшая гимназия;
- 2016. Лауреат Всероссийского конкурса „НОВАТОРСТВО В ОБРАЗОВАНИИ-2106“. „Самый успешный проект-2016“ в области разработки и реализации стратегии развития образовательной организации и повышения качества образования;
- 2016. Лауреат Всероссийского конкурса „НОВАТОРСТВО В ОБРАЗОВАНИИ-2106“. „Самый успешный проект-2016“ в области повышения квалификации педагогических работников „ NOVA-методический сайт учителя Академической гимназии № 56“;
- 2017. „Сердце отдаю детям“. Правительство Санкт-Петербурга. Конкурс педагогических достижений Санкт-Петербурга. Победитель, педагог дополнительного образования ГБОУ „Академическая гимназия № 56“ Санкт-Петербурга Полякова Ольга Николаевна;
- 2017. Призёр Открытого межрегионального конкурса „100 Престижных школ России“ . ГБОУ „Академическая гимназия № 56“ награжденная медалью за высокие результаты внедрения инновационных технологий в образовательный процесс, формирование духовно-нравственных и социальных ценностей обучающихся и профессиональное развитие педагогических кадров.
- 2017. Сайт Академической гимназии № 56 стал победителем и набрал 100 из 100 баллов в Общероссийском рейтинге школьных сайтов.
- 2017. ТОП-200». ГБОУ «Академическая гимназия № 56» Санкт-Петербурга вошла в «ТОП — 200» лучших школ Российской федерации (Рейтинговое агентство «Эксперт РА») по итогам 2016 года.
- 2017. ТОП-500. ГБОУ «Академическая гимназия № 56» Санкт-Петербурга вошла в «ТОП-500» лучших школ Российской федерации. (Министерство образования и науки РФ);
- 2018. ГБОУ «Академическая гимназия № 56» Санкт-Петербурга — победитель конкурса проектов, связанных с инновациями в образовании.